# Ambrosini SAI.3
Ambrosini SAI.3 byl italský dvoumístný lehký turistický letoun, který poprvé vzlétnul v roce 1937. Elegantní jednoplošník s eliptickým křídlem byl navržen jako dolnoplošník s pevným podvozkem se záďovým kolečkem. Zákazníci si mohli vybrat mezi uzavřeným a otevřeným kokpitem a mezi hvězdicovým motorem Fiat A.50 s výkonem 63 kW nebo kapotovaným invertním řadovým motorem Alfa Romeo 115. Upravená verze značená SAI.3S s upraveným křídlem měla hvězdicový motor Siemens-Halske Sh 14, s kterým dosahovala mnohem lepších výkonů než původní letoun SAI.3.

## Specifikace
Technické údaje pocházejí z publikace „Encyklopedie letadel světa“.

### Technické údaje
- Posádka: 1 pilot
- Kapacita: 1 cestující
- Rozpětí: 10,45 m
- Délka: 7,05 m
- Výška: 2,8 m
- Nosná plocha: 14 m²
- Plošné zatížení: ? kg/m²
- Prázdná hmotnost: 550 kg
- Max. vzletová hmotnost: 790 kg
- Pohonná jednotka: 1× hvězdicový motor Fiat A.50
- Výkon pohonné jednotky: 85 k (63 kW)

### Výkony
- Cestovní rychlost: 170 km/h ve výšce ? m
- Maximální rychlost: 200 km/h (120 mph) ve výšce ? m
- Dolet: 620 km
- Dostup: 4 000 m (13 100 stop)
- Stoupavost: ? m/s (? m/min)